# Cerro El Remate
Se conoce como cerro El Remate a un pequeño sistema orográfico compuesto de suaves montes y lomadas situado en el noroeste de la provincia de Santiago del Estero, en el noroeste de la Argentina. Los cerros brotan desde de la vasta planicie limo-loéssica, y por sectores salitrosa, correspondiente a la llanura chacopampeana, de infinita chatura, la cual se extiende hacia el este. Representa la cola austral de las sierras Subandinas y la máxima altitud de la mitad norte de Santiago del Estero.

## Geografía

### Situación geográfica y características
Se encuentra en el área limítrofe entre el extremo noroeste de la provincia de Santiago del Estero (en el sector occidental del departamento Pellegrini) y el extremo sudeste de la provincia de Salta (en el sector oriental del departamento de Rosario de la Frontera), en proximidades al límite con la provincia de Tucumán (en su extremo nororiental). El área de lomas y montes en Santiago del Estero cubre unas 6500 ha. Del pequeño sistema, el monte más conocido (al estar junto a la ruta provincial 37) es el cerro El Remate; cuya altura máxima reportada no es precisa, se le otorga 560 m s. n. m., así como también 650 m s. n. m. El programa informático Google Earth lo sitúa en las coordenadas 26°11′29.09″S 64°27′11.93″O / -26.1914139, -64.4533139 y le otorga una altitud de 578 m s. n. m. Sin embargo, no sería la mayor cumbre del sistema ya que 13 km hacia el norte (ya dentro del territorio salteño) se encuentra otro cerro aún más alto, pero no tan accesible pues dista más de 9 km de la ruta nombrada, al cual dicho programa informático lo sitúa en las coordenadas: 26°4′6.60″S 64°26′22.58″O / -26.0685000, -64.4396056 y le otorga una altitud de 819 m s. n. m.

### Características geológicas
Geológicamente la unidad morfológica del cerro El Remate constituye la porción terminal austral del sistema orográfico aflorante de las sierras Subandinas.
Se sitúan en la unidad geológica homogénea (UGH) “Bajada de las Sierras Subandinas”.  Posee minerales como calizas, cuarcitas, yeso, etc.
El llano que las rodea posee suelos compuestos por materiales Cuaternarios de origen fluvial y eólico, representados por limos arcillosos con aportes arenosos finos, siendo el nivel superior en algunos sectores de carácter loéssico-calcáreo (en especial en las zonas no inundables), calcificados (con carbonato de calcio en el perfil),  de tipo pedocálcico, en razón del proceso de lavado —limitado o completo— del mismo.   

### Hidrología
La zona donde se presentan las lomadas y los afloramientos rocosos se encuentra en el interfluvio de dos cursos paralelos que se pierden en la aridez de la llanura santiagueña; hacia ambos drenan sus excesos pluviales. En el norte corre el río Horcones y en el sur lo hace el río Urueña, el cual discurre a 4 km al sur del cerro El Remate. A 3 km hacia el sudoeste de dicho monte, y conectada con dicho río, se encuentra un cuerpo léntico, la llamada laguna Negra, de 1 km de diámetro. Al pie del propio cerro se encuentra una fuente de agua termal natural. 

### Clima
Estas sierras poseen un «clima semitropical continental», de tipo monzónico, con una marcada amplitud térmica diaria, partiendo en la llanura desde el semiárido hasta el subhúmedo y húmedo del monte mismo. Entre mayo y octubre presenta una estricta estación seca, con precipitaciones nulas en el invierno, el cual es frío en las noches, con mínimas absolutas de hasta -5 °C. Desde noviembre hasta abril se produce la temporada húmeda. El verano es poco ventoso, con calmas muy prolongadas; se alcanzan máximas superiores a los 45 °C. 
Los acumulados anuales de precipitación en la llanura son de 550 mm, siendo en los montes alrededor de 700 mm, y en el límite interprovincial algo superiores a 800 mm. 
Como estos montes representan varios cientos de metros sobre la llanura circundante (la que se halla a unos 350 m s. n. m.) las lluvias orográficas que pueden desencadenar, más la que se le agrega al permanecer la humedad por la detención del viento desecante, sumada a la que aporta la densa vegetación (y su sombra) y las frescas quebradas, hace que se presenten condiciones mucho más benignas que en la planicie a sus pies, permitiendo el desarrollo de una flora particular.

## Área protegida
La flora que habita en el área corresponde al ecotono entre el distrito de la selva pedemontana de las yungas y el distrito chaqueño serrano.  
Fruto de una propuesta del ingeniero Ledesma Medina, y dentro del marco de la ley provincial Nº 5787, se creó en el año 1997 la reserva provincial de uso múltiple Cerro Remate, por medio de la ley provincial Nº 6381.
De esta manera se brinda protección a la ingresión yungueña y sus bosques del distrito fitogeográfico chaqueño serrano, en el ecotono con el chaqueño occidental; ambos forman parte de la provincia fitogeográfica chaqueña.
Se encuentran árboles como el cebil colorado, el yuchán, el viraró colorado, el manzano de campo, el guayacán, el horco quebracho, etc. acompañados por helechos, enredaderas, lianas, hierbas, arbustos y flora epífita. Se encuentra un endemismo vegetal exclusivo: la amarantácea Alternanthera collina.
Fauna

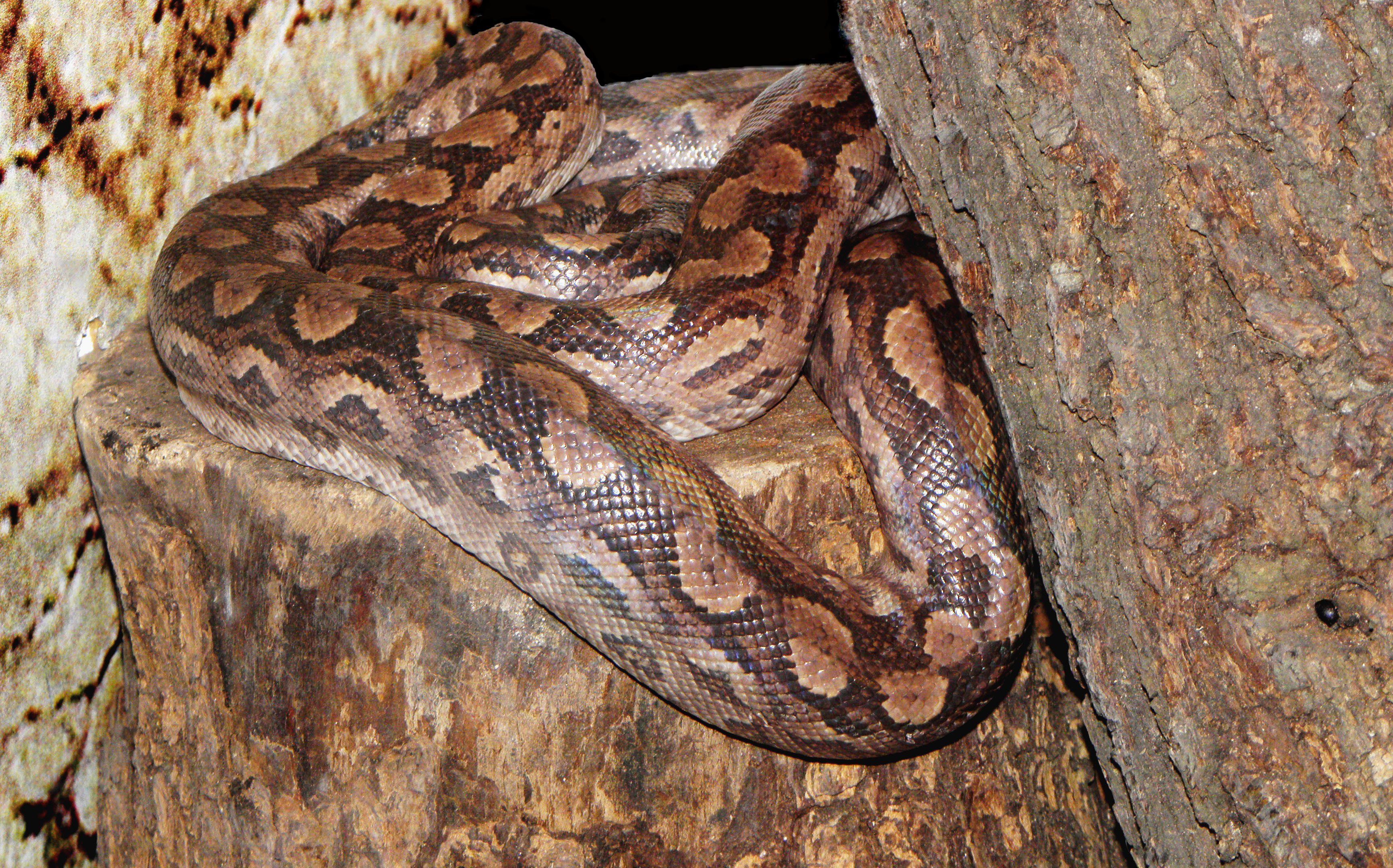
Entre los reptiles que habitan estas sierras se encuentran serpientes como la boa arcoíris chaqueña.

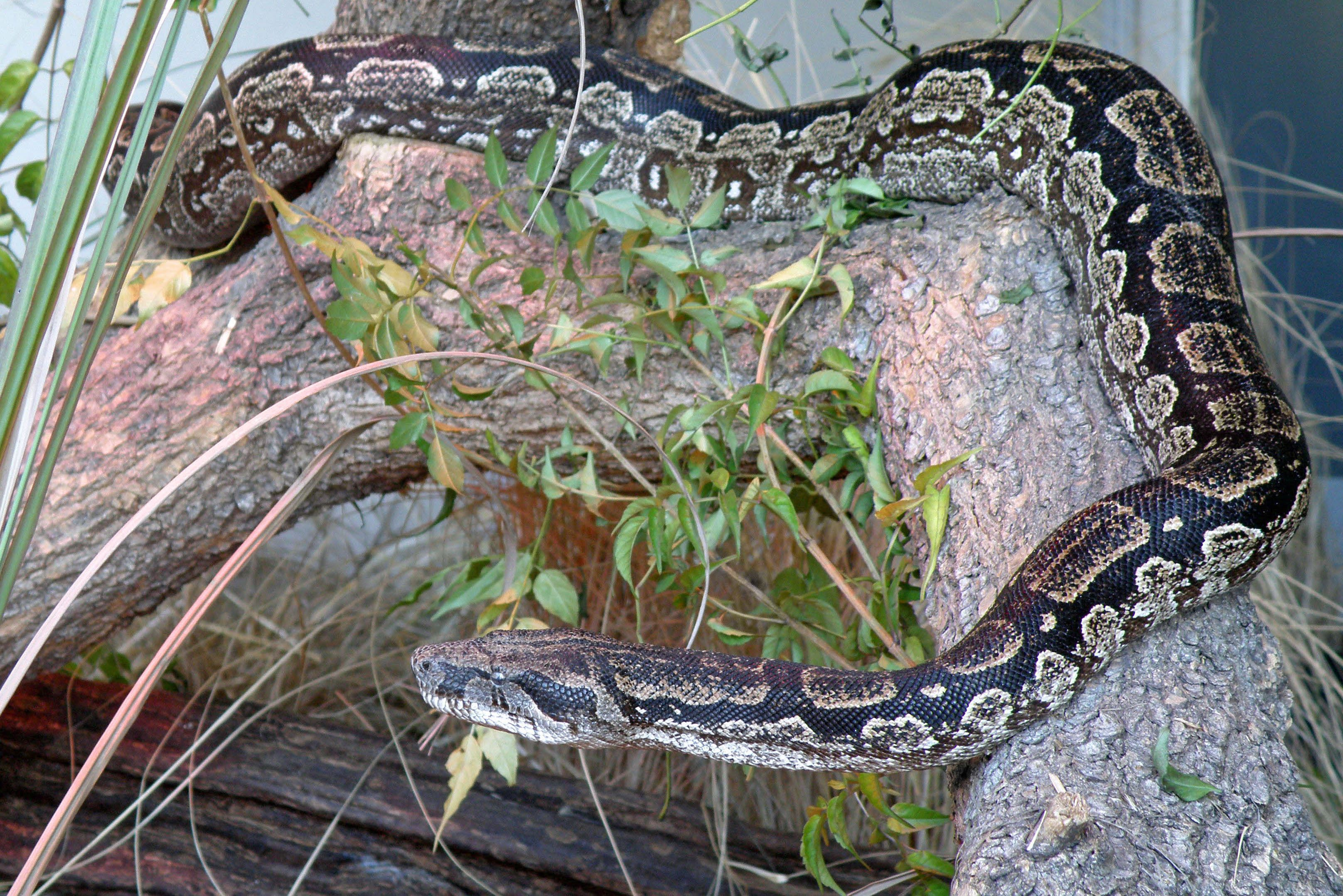
Entre los reptiles que habitan estas sierras se encuentran serpientes como la boa de las vizcacheras o lampalagua.

Esta vegetación es acompañada por especies faunísticas características de los bosques montañosos y yungueños del noroeste argentino, especialmente de aves.
Entre los ofidios que habitan estas sierras se encuentran serpientes constrictoras como la boa arcoíris chaqueña y la boa de las vizcacheras o lampalagua.

## Primitivos habitantes
A la llegada de los colonizadores españoles las sierras estaban habitadas por amerindios sedentarios y agricultores, específicamente parcialidades lules-vilelas.

## Acceso y turismo
Se accede mediante la Ruta Nacional 34, una carretera asfaltada que une la ciudad de Santa Fe con Bolivia, por lo que presenta un intenso tránsito. 
Al cerro El Remate se llega muy fácilmente ya que su ladera sudeste se ubica lindando a la ruta provincial 37.
La comarca presenta atractivos turísticos, especialmente para la observación de naturaleza, campamentismo, treekking, etc. Para conocerla se utilizan como base localidades santiagueñas cercanas, las que presentan una modesta  infraestructura de servicios, la ciudad de Nueva Esperanza y la localidad de  El Mojón. Más próxima se encuentra el paraje villa El Remate.